# 杨士秋
杨士秋（1953年9月—），吉林农安人；东北师范大学经济学专业毕业，吉林大学国民经济管理学院硕士。1973年12月加入中国共产党，是中共第十七届中央纪律检查委员会委员。曾长期在共青团中央任职；后曾担任中共陕西省委常委、组织部部长，人力资源和社会保障部副部长，国家公务员局党组书记、副局长。

## 从政经历
杨士秋早年曾在长春光机学院工作。1978年考入东北师范大学政治教育系。毕业后，被分配到共青团中央机关工作；曾历任青工部干事，工农青年部副处长、处长，副部长；1994年8月起，担任共青团中央直属机关党委专职副书记；期间曾于1995年9月至1996年7月，在中共中央党校一年制中青年干部培训班学习。
1997年7月，杨士秋外放陕西工作，出任西安市副市长；2000年，转任中共陕西省委副秘书长、兼省委政策研究室主任；2002年1月起，兼任省委组织部部长，当年5月，在第十届中共陕西省委第一次全体会议上，当选省委常委。2007年4月，杨士秋出任人事部副部长；2008年3月，国务院机构改革后，转任人力资源和社会保障部副部长，并兼任新成立的国家公务员局党组书记、副局长。2014年9月，退休。